# ルオウ・ネプ
ルオウ・ネプ（ベトナム語: Rượu nếp／𨢇𥻻）は、ベトナムの蒸留酒。米を原料とする。
ホーチミン市の西にあるゴーデンが生産地として有名であり、国道1号沿いの1kmほどの区間にルオウ・ネプの販売店が並ぶ。

## 製法
白米、または黒米のもち米を6 - 12時間浸水させた後、1時間ほどかけて蒸し煮する。これを冷まして壺などの容器に移し、米の5%ほどのメンを撒いてよく混ぜ、バナナの葉で蓋をする。2 - 3日経つと糖化と発酵が進んでおり、この段階で布でろ過するとクオム・ルオウ（Cơm rượu）というどぶろくになる。
一方、ろ過せずにさらに1日おいてから原料米と等量の水を加え、そのまま3 - 4日発酵を続けると、原料のほぼ全ての糖質は酵母など糸状菌類によって消費される。これを単式蒸留器によって蒸留し、初留と後留を捨てると、アルコール度数30 - 45%のルオウ・ネプが完成する。